# 沢木麻美
沢木 麻美（さわき あさみ、1974年3月14日 - ）は、日本の元女優。

## 概要
- スーパー・エキセントリック・シアターを経て映画『新・悲しきヒットマン』にて単独デビュー。この際、初ヌードを披露している。

現在は芸名を香月 信乃（）に改名してビデオ作品などに出演中である。

## 出演

### オリジナルビデオ
時期不明
- 陽炎IV

1995年
- 警告!のぞきアリ。
- 女教師日記 禁じられた性

1996年
- GANGSTER 東京魔悲夜 外伝
- 喧嘩ラーメン - レミ 役
- 新・第三の極道II
- 虜 TORIKO ふ・た・り

1997年
- 突撃ラクガキ愚連隊
- GANGSTER II 東京魔悲夜 外伝
- 聖少女 濡れた花園
- 女子高生物語 淫らな果実

1998年
- 首領への道シリーズ1-8 - 平川亜希子 役
- 新・ピイナッツ2
- 団地妻'98 危険なエクスタシー

2001年
- ウルトラマンダイナ 帰ってきたハネジロー - 女・アンドロイド 役

### 映画
1995年
- 新・悲しきヒットマン - 田島ユキ 役

1996年
- 修羅がゆく3 九州やくざ戦争 - 由紀 役

1998年
- 大怪獣東京に現わる - 大沢桂子 役

1999年
- 完全なる飼育 - みどり 役

### テレビドラマ
1999年
- ウルトラマンガイア第46話 - 矢吹栞 役
- 日曜日は終わらない

ニュースキャスター沢木麻沙子4